# Афинская агора

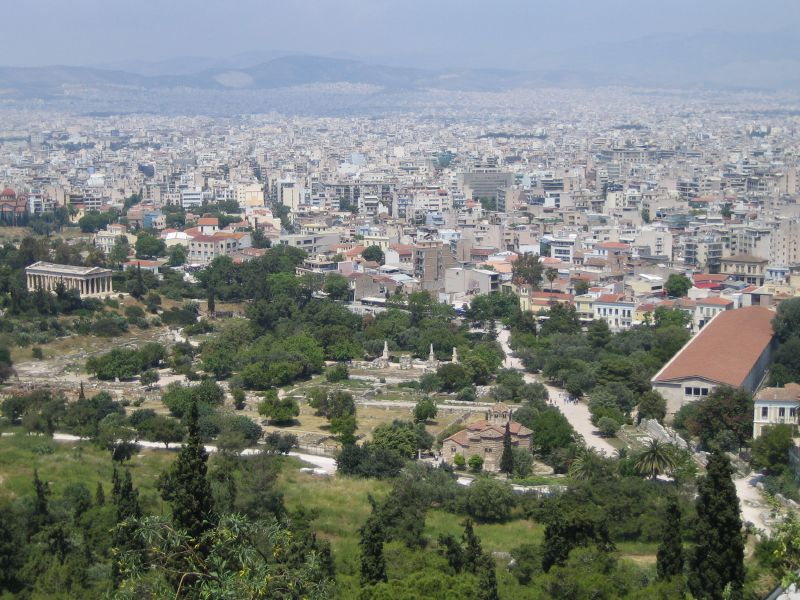
Афинская агора, храм Гефеста, церковь Святых Апостолов и стоя Аттала

Афи́нская агора́ (греч. Αγορά της Αθήνας) — городская площадь Афин, занимающая территорию приблизительно 40 гектаров и расположенная на пологом склоне к северо-западу от Акрополя. 
Греческое слово агора́ (др.-греч. ἀγορά) происходит от ἀγείρω «собирать, созывать». Это соответствует назначению Агоры как главного места встреч в городе. В древности афинская Агора стала центром светской и общественной жизни, гражданского управления и суда, важнейшим местом торговли и предпринимательства, театральной сценой для греческой драмы, площадкой для атлетических соревнований и излюбленным местом для интеллектуальных дискуссий. С 1931 года Американской школой классических исследований в Афинах (ASCSA) под руководством Лесли Шира на всей территории Агоры были проведены археологические раскопки. Сегодня Агора стала излюбленным местом туристов, желающих познакомиться с историей древних Афин.

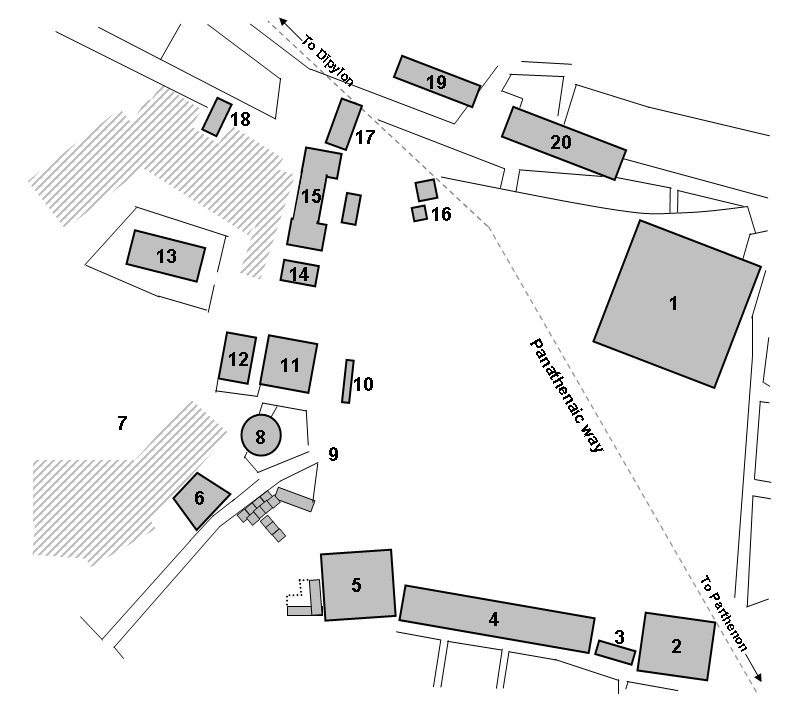
План Афинской агоры в V веке до н. э.
1 — Перистильный внутренний двор
2 — Монетный двор
3 — Девятиструйный фонтан
4 — Южная стоя I
5 — Эакион
6 — Стратегий
7 — Колон Агорский
8 — Толос
9 — Плиты
10 — Монумент эпонимов
11 — Старый булевтерий
12 — Новый булевтерий
13 — Храм Гефеста
14 — Храм Аполлона Патрооса
15 — Стоя Зевса Элефтерия
16 — Алтарь двенадцати богов
17 — Царская стоя
18 — Храм Афродиты Урании
19 — Стоя Гермеса
20 — Расписная стоя

## Возникновение Агоры в Афинах
В Афинах, как и во многих других древнегреческих полисах агора, как рыночная площадь, возникла возле главного центра поклонения языческим божествам. В древних Афинах таким центром являлся Акрополь — монументальное храмовое сооружение, возвышающееся над всем городом. Афинская агора располагалась к северо-западу от Акрополя, холмы Ареопаг и Колон Агорский ограничивали её с юга и запада. Археологические данные свидетельствуют о том, что люди использовали агору как место поселения уже в позднем неолите, около 3000 года до н. э. Найдены черепки изделий в колодцах и ямах. В поздний элладский или микенский период (1550—1100 годы до н. э.) и железный век (1100—700 годы до н. э.) здесь находилось кладбище с гробницами-толосами и камерными гробницами в первый период и сидячими и простыми погребениями в ямах во второй. Существовало небольшое поселение в геометрический период. По мнению многих исследователей, в VI веке до н. э. во времена афинского правителя и законодателя Солона решили, что здесь будет городская площадь.

## История
Первые общественные здания Юго-восточный фонтан и Алтарь двенадцати богов построены в 520 годах до н. э. во время тирании Писистратидов. С установлением демократии в Афинах в 508—507 годах до н. э. больше внимания стало уделяться общественной жизни и строительство быстро расширялось. Сначала были построены Старый булевтерий и Царская стоя, местопребывание «архонта-басилея» (царя). В юго-западном углу были поставлены два пограничных каменных столба. Для Агоры началась новая жизнь и она стала играть более значительную роль.
В ходе греко-персидской войны (480—479 до н. э.) агора была разграблена и разрушена. После изгнания персов агора была восстановлена и интенсивно застраивалась в течение IV века до н. э., что связано с расцветом Древних Афин. Были построены Расписная стоя, Толос, Новый булевтерий, Стоя Зевса Элефтерия, Южная стоя I, Монетный двор, Дикастерий, храм Гефеста, храм Аполлона Патрооса, Юго-западный фонтан и другие здания. При Александре Македонском наступил политический упадок Афин, за которым последовал культурный расцвет во II веке до н. э. Были построены Средняя стоя и Южная стоя II. Стоя Аттала была построена царём Пергама Атталом II.
После взятия Афин Суллой в 86 году до н. э. большинство зданий агоры были разрушены в наказание за то, что в Первой Митридатовой войне Афины были на стороне Понта, а не Рима. Афины вновь достигают расцвета при Октавиане Августе (27 до н. э.—14). До середины I века агора лежала в руинах, затем здесь возникли мастерские по производству керамики и обработке металла и мрамора. Во время правления Адриана (117—138) агора восстановлена и вновь достигла расцвета. В 15 году до н. э. в центральной части агоры Марк Випсаний Агриппа построил Одеон Агриппы для театральных представлений. Сюда были перенесены Юго-западный и юго-восточные храмы, в которых поклонялись семье императора. Из Палини был перенесён храм Ареса.
В 267 году герулы разрушили агору до основания. Были построены оборонительные стены. В IV—VI веках построены роскошные городские здания и Афины переживали последний расцвет, связанный с неоплатонизмом. В 395 году Афины пережили нападение вестготов во главе с Аларихом I, далее последовали новые нападения варварских племён. В 580-х годах южные славяне захватили и разрушили агору, что привело к окончательному упадку. В X веке агора превратилась в жилой квартал. В 1834 году Афины становятся столицей Королевства Греции и агора застраивается по новому плану строительства.
Первые раскопки осуществляет Афинское археологическое общество в 1857—1912 годах и Германский археологический институт в 1896—1897 годах. В 1890—1891 годах при рытье котлована для железной дороги Афины — Пирей были раскопаны фундаменты зданий агоры. В 1931 году Американская школа классических исследований в Афинах (ASCSA) начинает раскопки, финансируемые Джоном Рокфеллером. Раскопки продолжались до 1941 года. В 1945 году раскопки были продолжены и продолжаются в настоящее время. Для раскопок потребовалось снести более 400 зданий на площади 12 гектаров.
В XIX веке восстановлены четыре фигуры мраморных гигантов и тритонов на фасаде гимнасия (Одеона Агриппы). В 1953—1956 годах Американская школа классических исследований в Афинах восстановила Стою Аттала в качестве Музея агоры и Церковь Святых Апостолов, построенную около 1000 года. В 1972—1975 годах проводились работы по реставрации и консервации Гефестейона, в 1978 году восстановлена крыша.

## Панафинейская улица
Главной, широкой, посыпанной гравием улицей, пересекающей по диагонали Агору была Панафинейская улица. Её ширина была 12—20 метров. Её название и особый колорит связаны с народным праздником Панафинеи, отмечавшимся в Афинах регулярно. Во время праздника, одежды для статуи богини Афины несли по этой дороге от Дома процессий, находящегося рядом с Дипилоном, главными городскими воротами, к Акрополю. По пышности и грандиозности праздничной процессии можно судить по фризу на Парфеноне. Там можно разглядеть конницу, колесницы, жертвоприношение коров и овец, а также то, как юноши и девушки несли все необходимое для жертвоприношения. Архитекторы позаботились о том, чтобы гражданам Афин и гостям города было удобно наблюдать за шествием на Агоре. Например, колоннады с выступами и ступеньками были умело размещены, чтобы можно было следить за ходом процессии. На ступеньках фасадов могло поместиться много зрителей.

## Описание
На северной стороне, ближе к центру площади находится Алтарь двенадцати богов, построенный в 522—521 годах до н. э. Алтарь считался центром Древних Афин и выполнял роль начальной точки отсчёта дорожных расстояний.
Самые важные здания были построены у подножия Колона Агорского у дороги, условно называемой Западной дорогой. Толос (470 до н. э.), круглый Пританей, служил местом для собраний 50 пританов Буле (Совета пятисот). Новый булевтерий (середина V века до н. э.), с расположенными амфитеатром местами, служил местом собраний для Буле, законодательного органа власти, разрабатывавшего законопроекты, выносимые на рассмотрение Экклесии (Народного собрания), и имел портик, где были установлены камни с высеченными на них законами. Метроон (начало II века до н. э.), здание с четырьмя комнатами и колоннадой на фасаде, служил святилищем Матери богов и хранилищем государственного архива. Монумент эпонимов (350 год до н. э.) был длинным постаментом для 10 бронзовых статуй героев-эпонимов афинских фил. Также в западной части агоры находятся остатки храма Аполлона Патрооса (Отчего, 325 год до н. э.) с четырьмя ионическими колоннами на фасаде, так называемый, потому что посвящён отцу Иона, родоначальнику ионян, племени, к которому относились афиняне. Здесь же целла небольшого храма Зевса Фратрия и Афины Фратрии (350 год до н. э.) и Царская стоя, местопребывание «архонта-басилея» (царя). Стоя Зевса Элефтерия (Освободителя, V век до н. э.), культ которого возник после битвы при Платеях в 479 году до н. э., когда греки изгнали персов, по фасаду украшена дорическими колоннами, а внутри — ионическими.
Над агорой на холме Колоне Агорском на западе возвышался храм Гефеста и Афины (середина V века до н. э.), известный как Тесейон.
В юго-западной части агоры найдены мраморные пограничные столбы (500 до н. э.), для обозначения входа на площадь. Рядом с одним из них находилась мастерская Симона, кожевника, согласно Диогену Лаэртскому у него часто бывал Сократ.
Дальше на юго-западе проходит долина, ведущая к холму Пниксу. Здесь находятся мастерские и жилые дома, так называемая «ремесленная область». Большое, так называемое «известняковое здание» предварительно определено как Десметерион, тюрьма, в которой был казнён Сократ.
В южной части агоры находятся Юго-западный фонтан (340—325 до н. э.), Эакион (начало V века до н. э., ранее определяемый как Гелиея), Южная стоя I (430—420 до н. э.), Южная стоя II (II век до н. э.), Юго-восточный фонтан (530—520 до н. э.) и Монетный двор (400 до н. э.). Византийская церковь Святых Апостолов построена около 1000 года н. э.
Во II веке до н. э. построена Средняя стоя, служившая местом торговли и разделившая площадь на две неравные части. В северной части около 15 года до н. э. Марк Випсаний Агриппа построил Одеон Агриппы, большой концертный зал. Позже был возведён фасад Одеона с колоннами в виде фигур гигантов и тритонов. К северу от Одеона находится дорический периптеральный храм Ареса, перенесённый из Палини в римский период.
Находящаяся в восточной части агоры Стоя Аттала (159—138 до н. э.) полностью восстановлена в качестве Музея агоры.
В северной части обнаружены руины Расписной стои (стои Пойкиле), получившей название из-за украшавших некогда её расписных деревянных панелей.
На северном склоне холма Ареопага, связанного с культом Ареса и хтонических божеств Эвменид, мстительниц за убийство, были найдены руины больших роскошных зданий IV—VI века, так называемых «философских школ», возможно неоплатонизма. У южного подножья найдены руины храмов и жилых домов древнего дема Коллита при раскопках Вильгельма Дёрпфельда и Германского археологического института в 1890-х годах.

## Храмы, алтари и боги-покровители
Всё было сделано для того, чтобы Агора стала главным местом поклонения, уступающим только Акрополю. В золотой век древних Афин религия затрагивала все стороны общественной жизни. Это означало, что в честь разных богов, считавшихся покровителями правительственных учреждений и исполнительных служб, на Агоре строились святилища.

Среди подобных сооружений был известен храм Гефеста. Богиня Афина, как и Гефест, считалась покровительницей искусства и ремёсел. Изделия из металла и керамики, найденные во время археологических раскопок возле этого храма, указывают на то, что здесь поклонялись Гефесту, греческому богу огня и кузнечного ремесла. В VII веке н. э. этот хорошо сохранившийся храм был преобразован в греческий православный храм святого Георгия, но в наши дни он уже не используется таким образом.
Богом-покровителем агоры стал Зевс, который, как считалось, вдохновлял ораторов, ему посвятили алтарь, сделанный из ценного пантелийского мрамора и украшенный резьбой. Расположенный неподалёку храм Матери богов был окружён множеством памятников героям.
Путешественник Павсаний называл небольшой ионический храм — храмом Аполлона Отеческого. Аполлон был одним из покровителей государственного устройства, особенно различных братств, существовавших в Афинах.
На севере развалины меньшего по размеру храма, построенного из известняка в середине IV века до н. э. Здесь поклонялись Зевсу Фратрию и Афине Фратрии, главным божествам родовых религиозных братств. Членство в таких братствах было почти обязательным, чтобы считаться гражданином Афин. На другой стороне улицы можно разглядеть руины алтаря Двенадцати богов.
В расположенной рядом стое Зевса Освободителя главному греческому божеству воздавали почести как богу свободы и освобождения. Эта колоннада, или стоя, была излюбленным местом гуляний и встреч. Говорят, что известный философ Сократ встречался здесь со своими друзьями, где они могли присесть или пройтись, беседуя друг с другом. Много даров и пожертвований, украшавших эту стою, таких, как щиты воинов, погибших во время защиты Афин, имели непосредственное отношение к освобождению города от врагов и защите его свободы.
Храмов, статуй и памятников было очень много. Например, в честь бога Гермеса изваяния занимали целый портик, известный как стоя Гермеса. На изображениях Гермеса можно было увидеть символ плодородия и жизни. Там была также статуя Венеры Родительницы, богини плотской любви, а также Диониса. О том, что Агора «священна», говорил столб с чашей, в которой была «святая» вода для церемониального омовения, предназначенная для всех, кто приходил на Агору.
Здесь побывал и апостол Павел, возмущённый изобилием капищ и жертвенников (Деян. 17:15—21).
Лучше всего на Агоре сохранилась стоя Аттала. Молодым человеком Аттал, пергамский царь (II век до н. э.), обучался в школах Афин, как и некоторые другие отпрыски царских семей Средиземноморья. Взойдя на престол, он подарил городу, ставшему его альма-матер, стою Аттала.
В основном стоя Аттала служила изысканным местом для непринуждённых прогулок и бесед. С этажей и террас было удобно наблюдать за шествиями, к тому же она была популярным местом прогулок, что гарантировало ей успех как центра торговли. Вероятно, купцы арендовали лавки у государства, так что здание было ещё и источником доходов.
Восстановленная в первоначальном виде стоя Аттала является образцом геометричности форм. Её пропорциональность, приятное для глаз соотношение размеров колонн верхнего и нижнего ярусов, интересная игра света и тени, а также богатство и красота материалов, из которых она построена, делают стою Аттала уникальной. Здание не кажется однообразным благодаря использованию приёмов, особенное оживление вносят три разные вида капителей — дорические, ионические и египетские.

## Административный центр
В здании Толоса, построенном в виде ротонды, находилась резиденция афинского правительства. Многие председатели города ночевали в этом здании, чтобы всегда можно было найти кого-то из ответственных представителей власти. В Толосе, а затем в Метрооне хранились государственный архив и эталоны мер и весов. Поблизости размещались различные административные органы. Зал заседаний Совета Буле располагался на террасе, упиравшейся с северо-западной стороны от Толоса в склон скалы. Здесь, а затем в здании Булевтерий члены Совета пятисот проводили заседания, на которых занимались делами комитетов и готовили законы для Народного собрания.
Другой важной общественной постройкой была Царская стоя. Здесь находилась резиденция архонта Афин — одного из трёх главных судей. Здесь он исполнял многие обязанности, связанные как с религией, так и с правовыми вопросами. Вероятнее всего, именно сюда следовало явиться Сократу, когда его обвинили в религиозном нечестии. Родовые законы Афин были высечены в камне на зданиях, находящихся напротив Царской стои. На камень, помещённый перед тем же самым зданием, вставали архонты (главные государственные чиновники), чтобы дать клятву своего ведомства.

## Коммерческий центр
Главным назначением афинской Агоры была торговля и банковские операции. В V—IV вв. до н. э. агора стала центром торговли полиса, известным своей твёрдой валютой и скрупулёзностью архонтов, которые следили за тем, чтобы торговля велась честно. По агоре также расхаживали и агораномы, представители рыночной полиции, ситофилаки, метрономы, прометреты. Отдельные части рынка, называвшиеся кругами, обозначались по продаваемым в них товарам. Торговля обычно шла от 9 часов до полудня. Товары выставлялись на столах в рядах из перегородок из досок или камыша под лёгкими навесами. После полудня все убиралось до следующего дня. Список товаров хотя и случайный, но достаточно полный, встречается в комедиях Аристофана.
Афины экспортировали вино, оливковое масло, мёд, мрамор и такие товары, как керамику и обработанные металлы, а ввозили главным образом пшеницу. Так как в Аттике (области, где расположены Афины) не производилось столько продуктов, чтобы прокормить жителей, правила торговли на агоре были очень строгими. Банковскими операциями занимались трапезиты, сидящие за четырёхногими столами (трапезами) в стоях.

## Место в культурной жизни
Для культурных мероприятий был сооружён Одеон. Гражданам Афин он был подарен Випсанием Агриппой, зятем римского императора Августа. Его сцена была вымощена разноцветным мрамором. Зрительный зал шириной в 25 метров, рассчитанный на 1000 мест, первоначально находился под крышей в форме шатра у которой не было внутренней опоры. По мнению историков и архитекторов современности, это был один из самых смелых экспериментов создания крытых конструкций, известных в древнем мире.
В правление Траяна (98—117) в юго-восточной части агоры была построена Библиотека Пантена. Согласно найденной надписи принадлежала римлянину Титу Флавию Пантену и построена около 100 года. Там было множество помещений, где хранились рукописные свитки из папируса и пергамента. Главный зал библиотеки был обращён на запад, и через ряд колонн можно было видеть колонны внутреннего двора — приятного места для прогулок, чтения и размышления.

## Агора сегодня
То, что сегодня принято называть агорой, находится у подножия Акрополя, недалеко от станции метро «Тисио». В настоящее время границей ей служат торговые улицы района Монастираки, где каждую неделю происходит воскресный базар. Приятной неожиданностью для гостей там становится колорит греческого фольклора и средневосточного рынка. Само место ассоциируется с магазинами и торговыми лавками. Сегодня Агора стала также излюбленным местом паломничества туристов, желающих познакомиться с историей древних Афин.

## Древнегреческая галерея

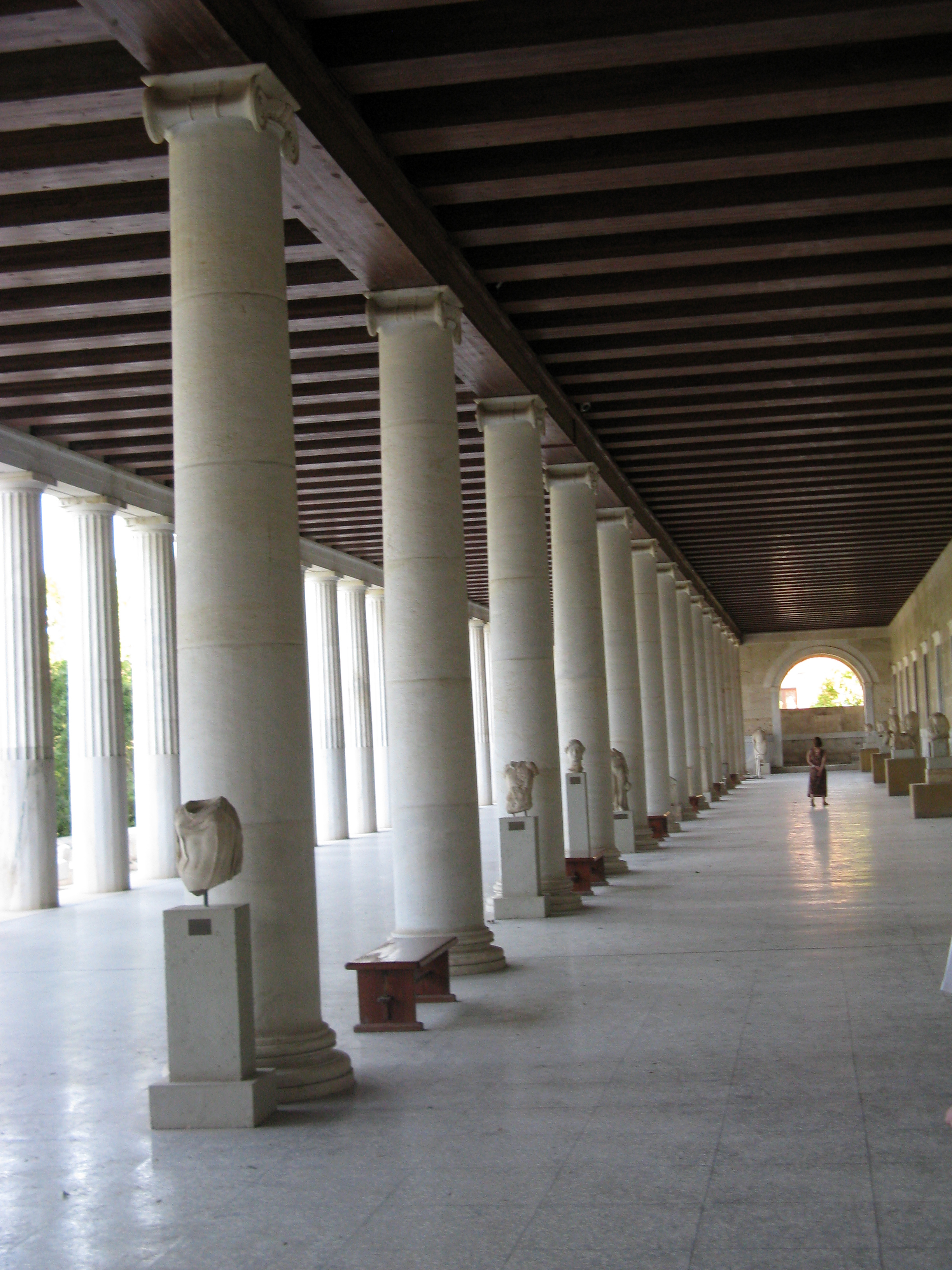
Стоя Аттала
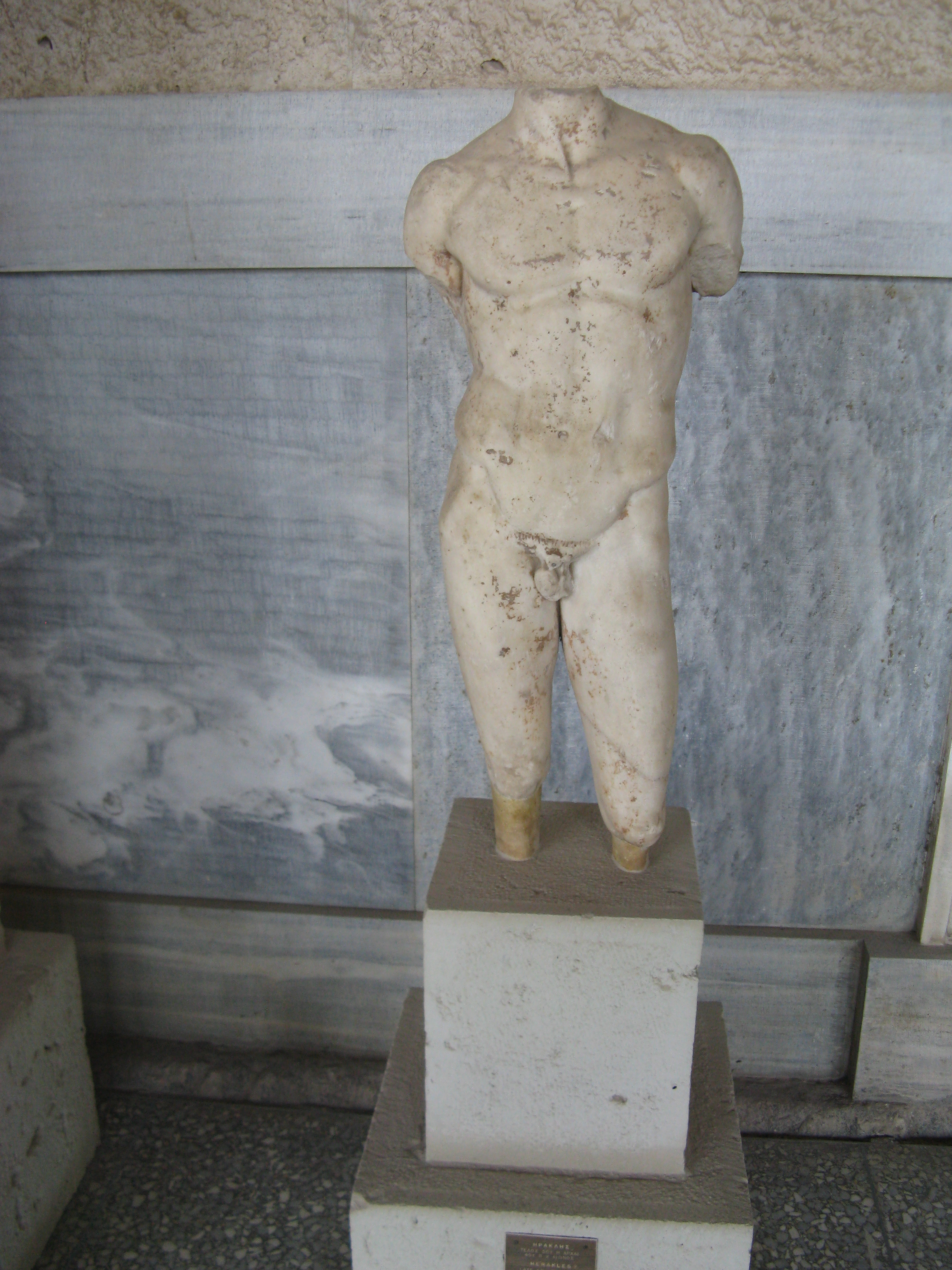
Статуя мужчины (предпол. II век до н. э.)
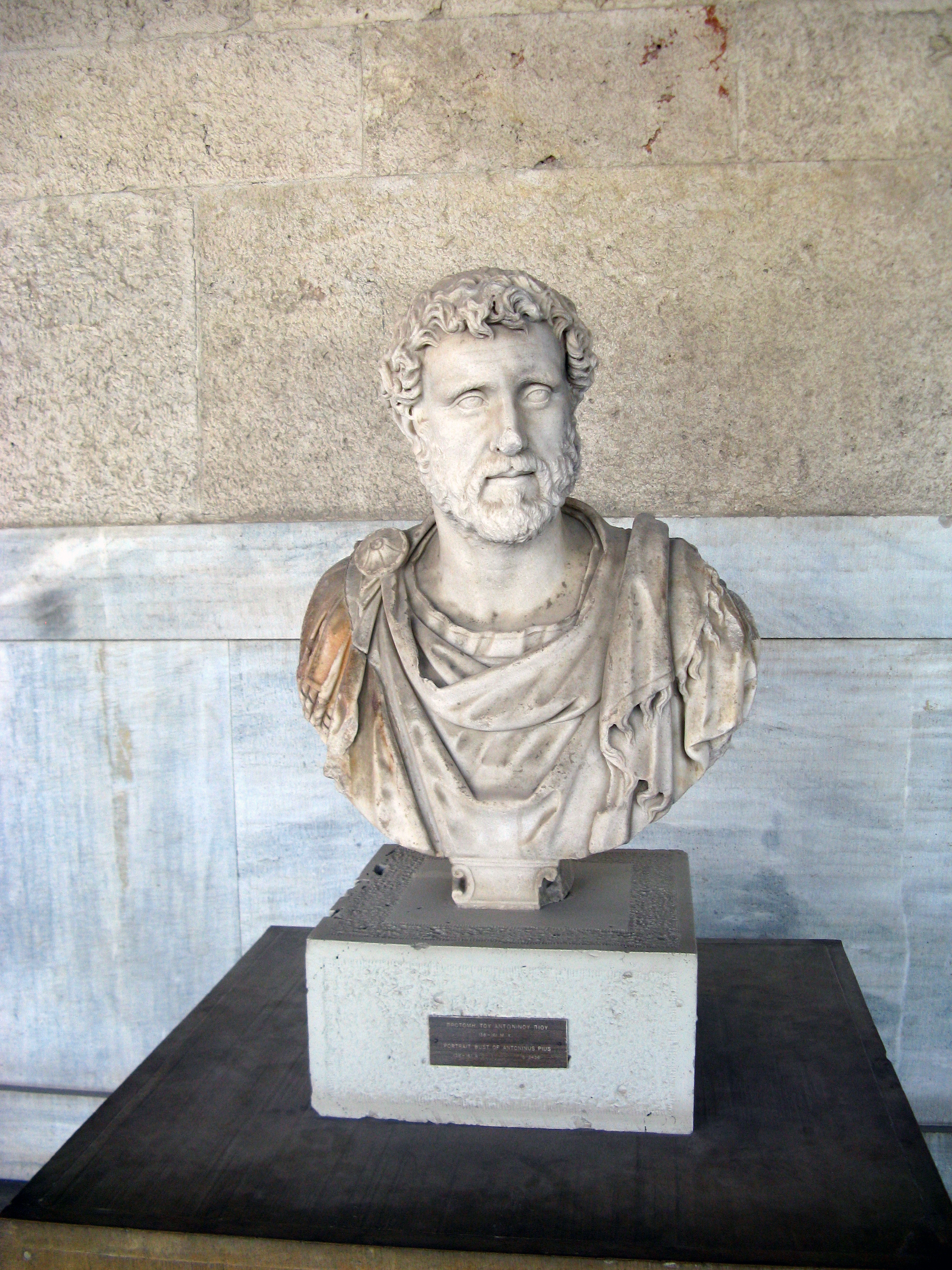
Бюст Антонина Пия
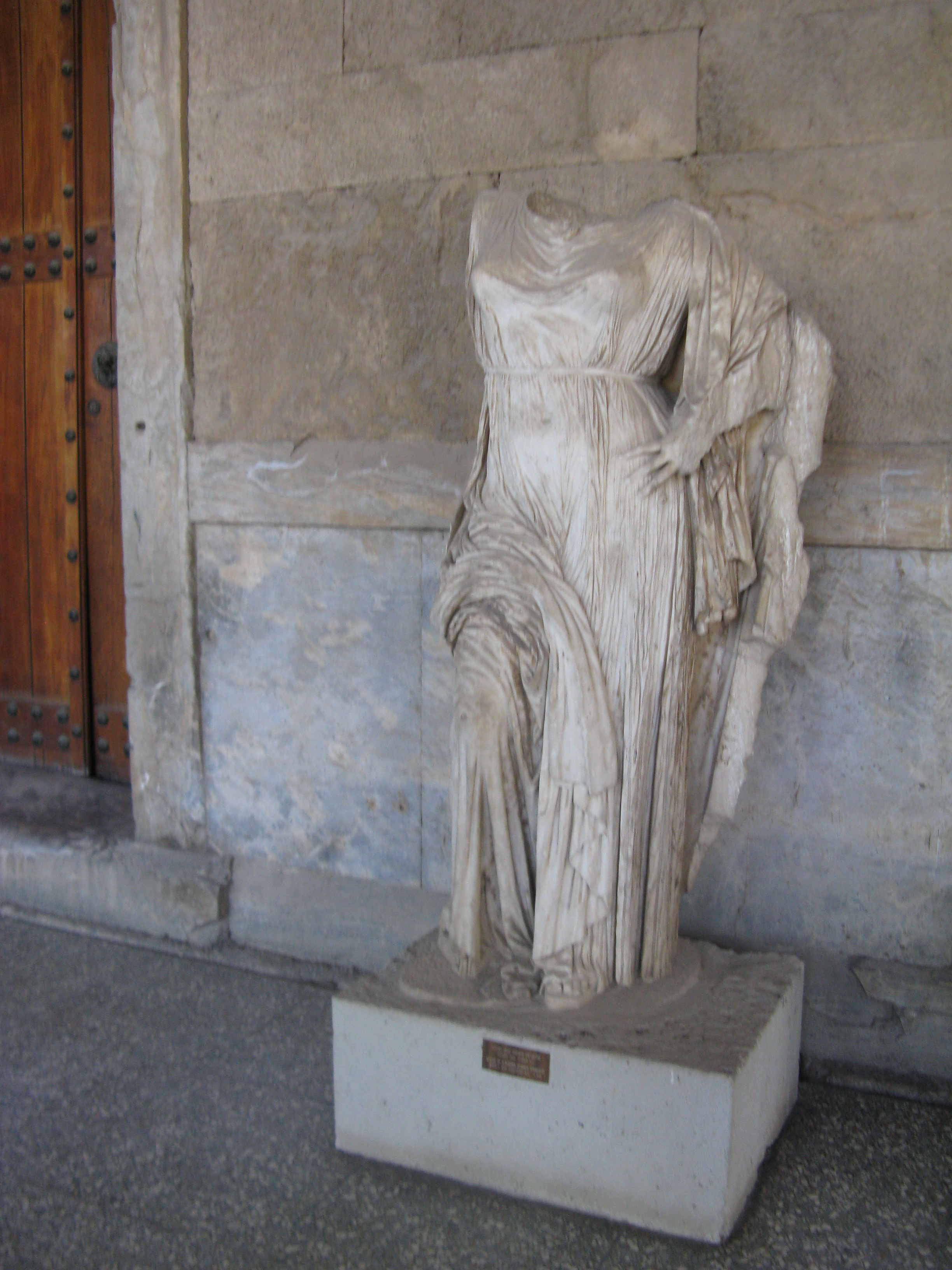
Статуя богини, возможно Афродиты. Ранний IV век до н. э..
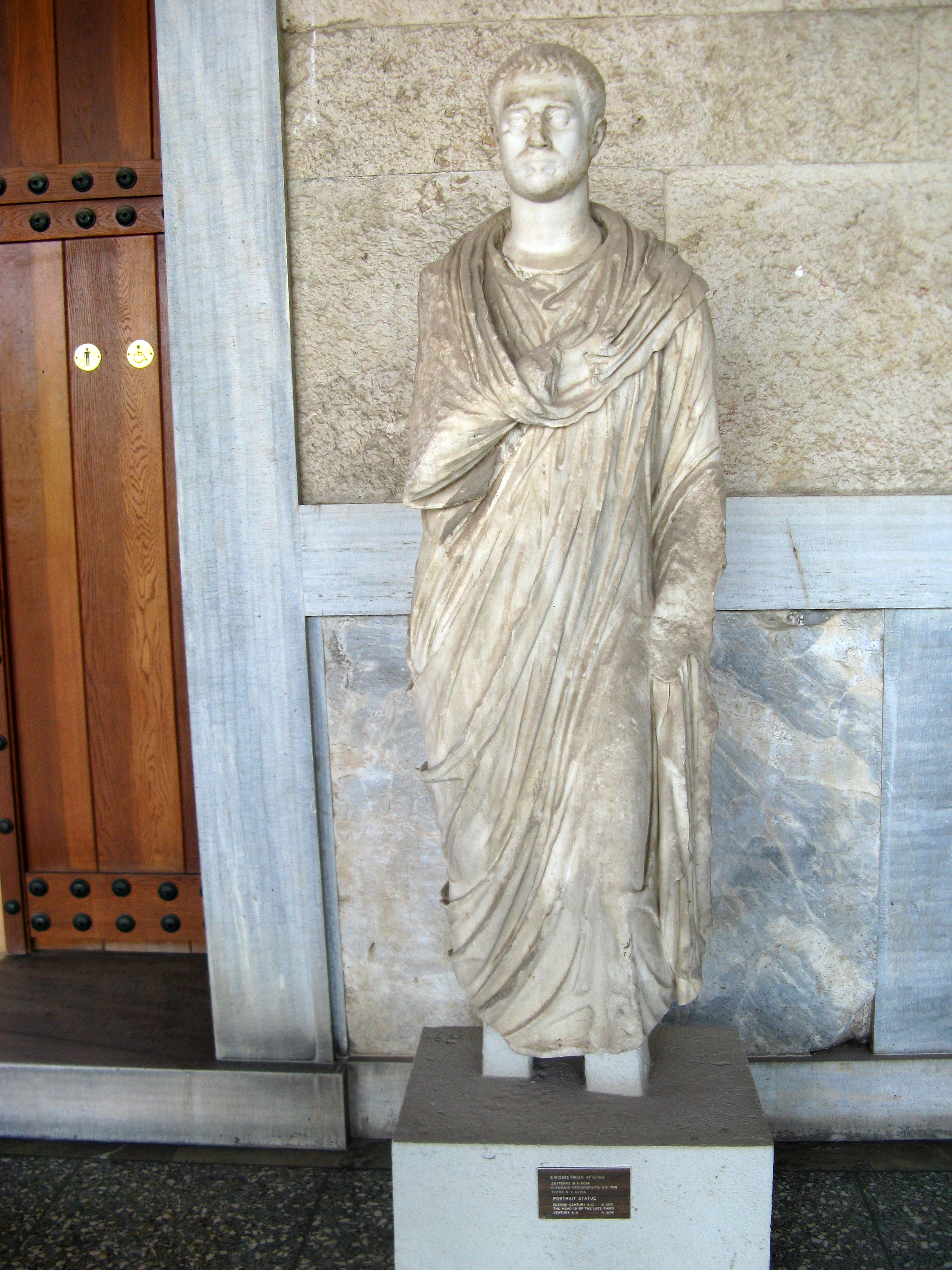
Статуя юноши в тоге
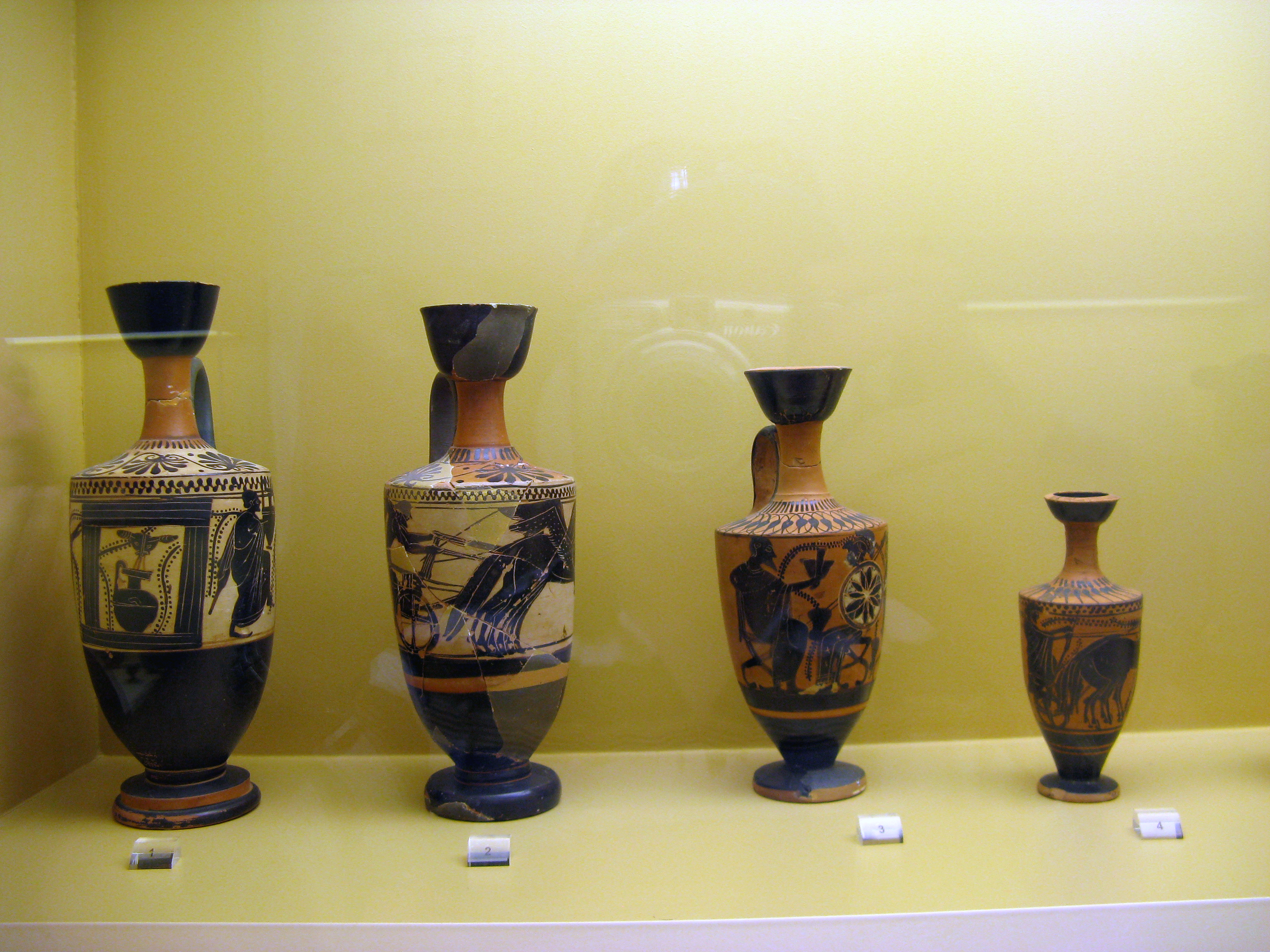
Древнегреческие вазы (экспонат музея)
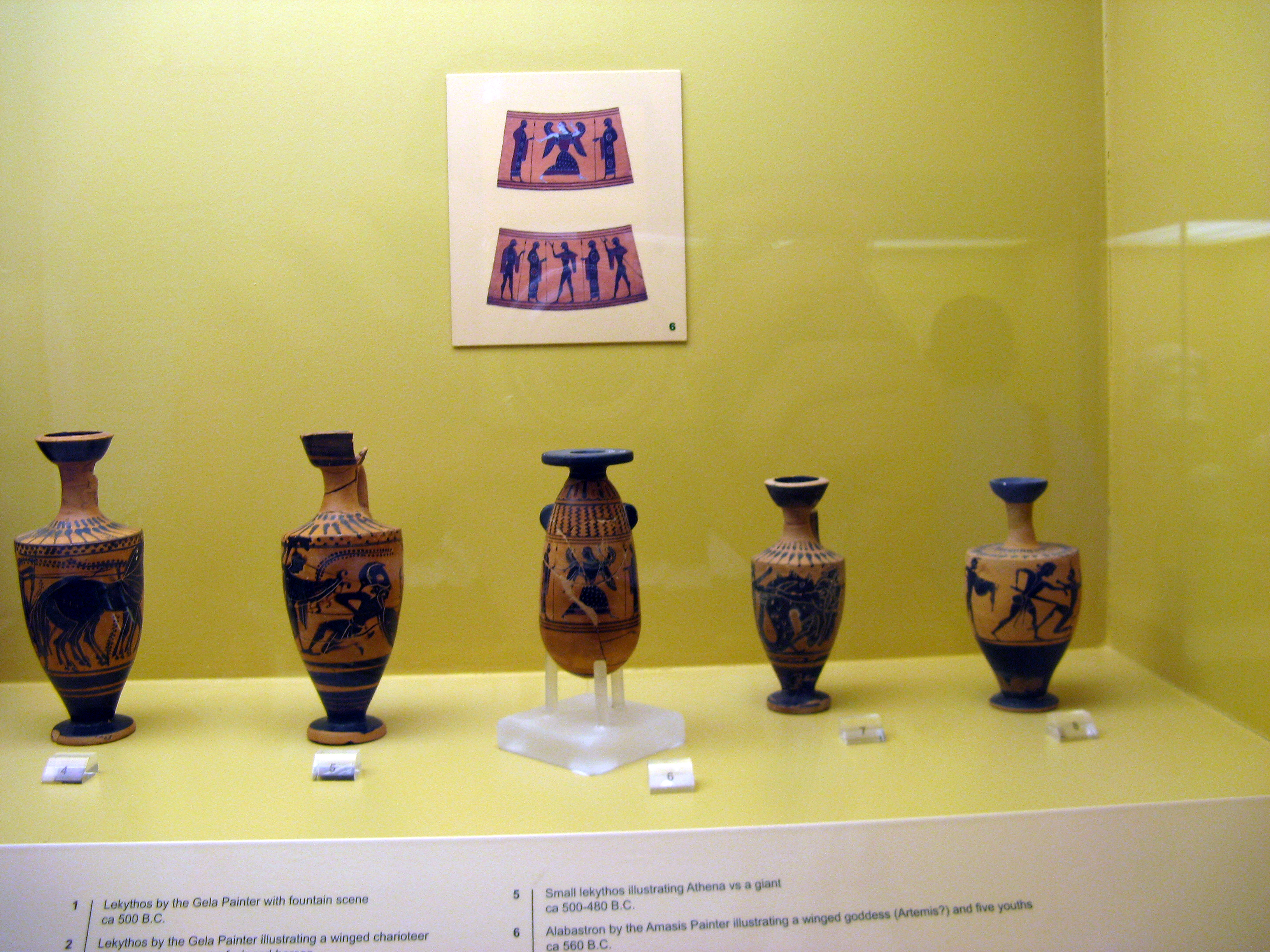
Древнегреческие вазы (экспонат музея)
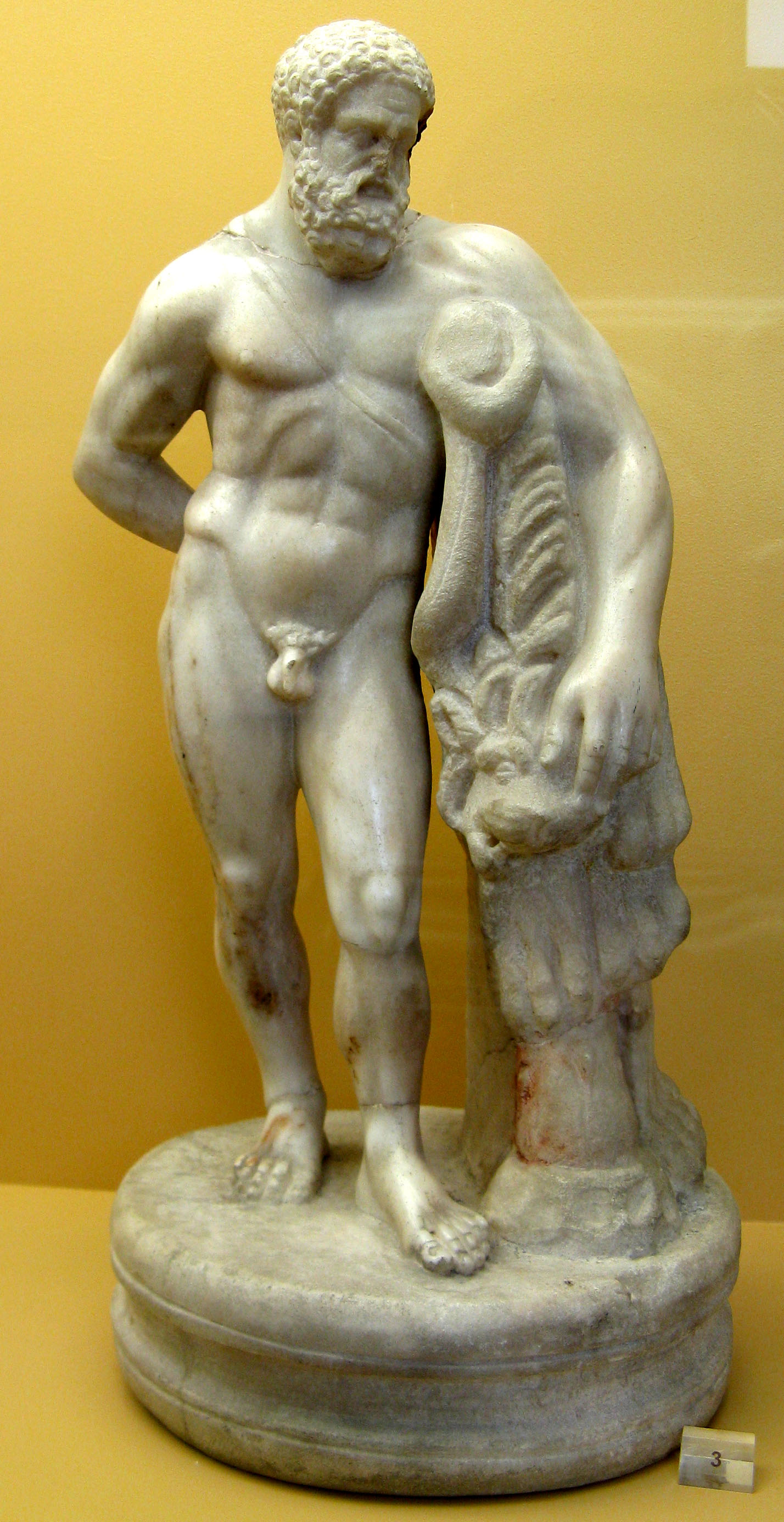
Статуэтка Геракла (экспонат музея)
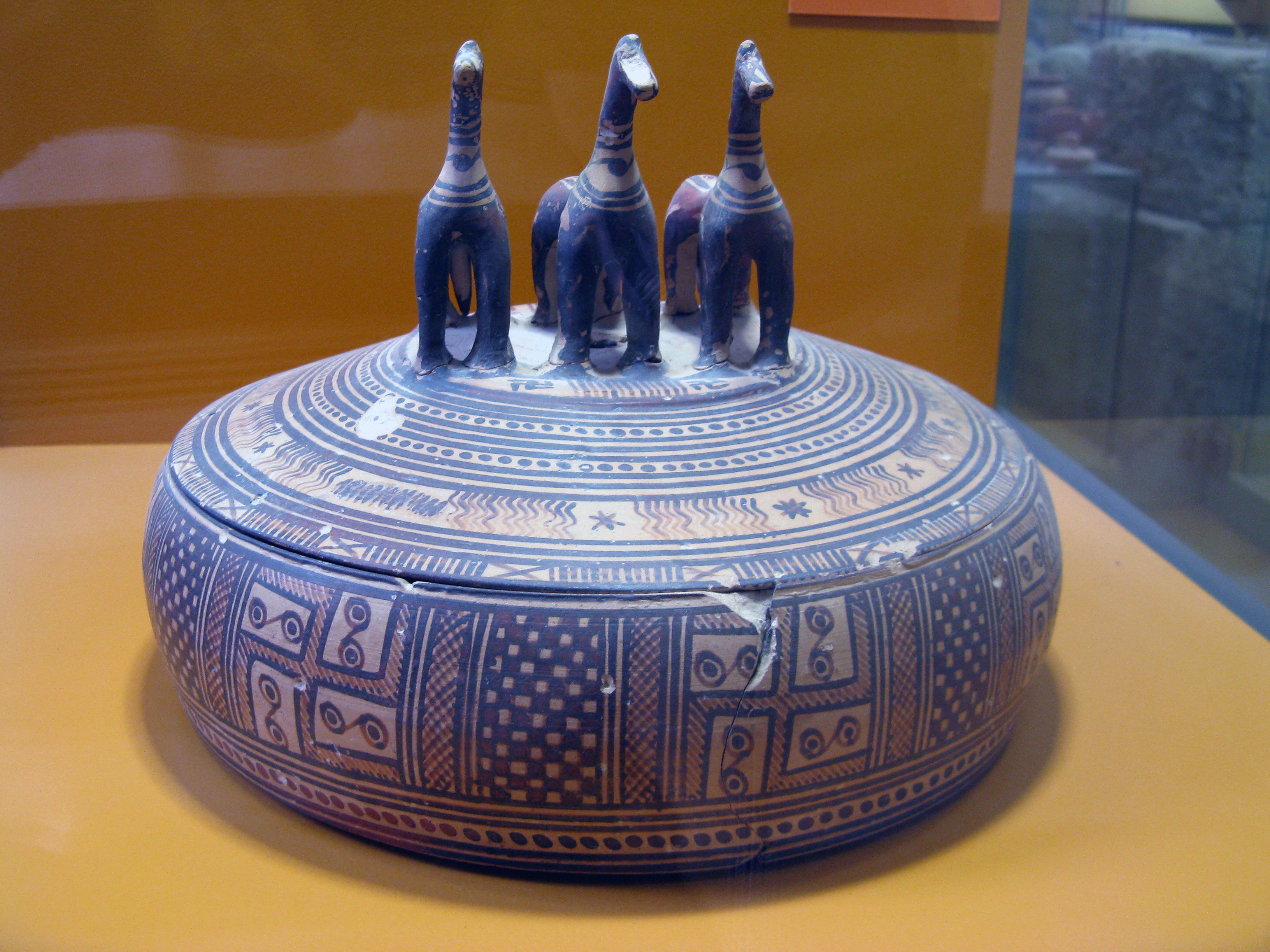
Пиксида позднего геометрического периода (экспонат музея, 725—700 до н. э.)
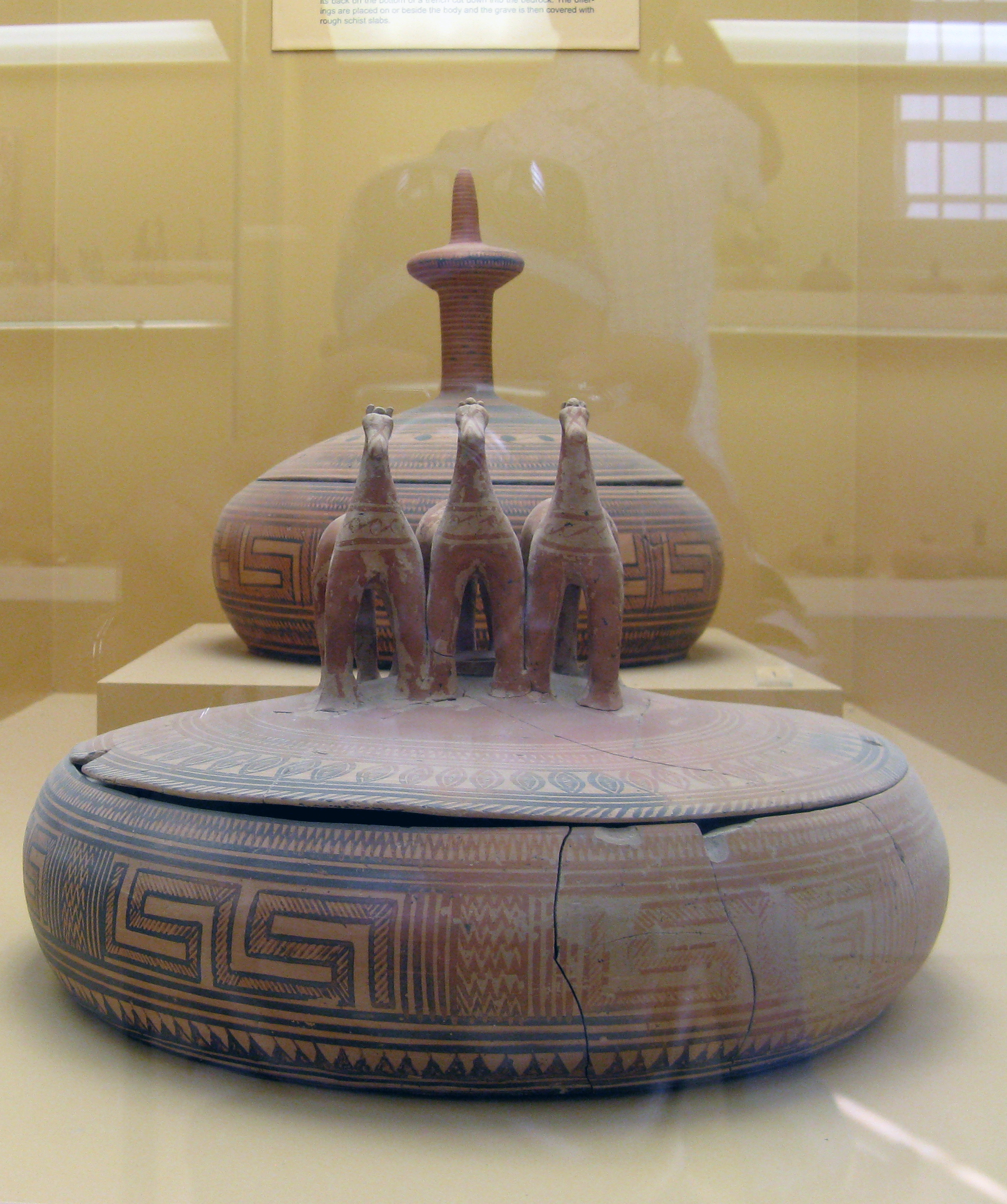
Две пиксиды времён поздней геометрики (экспонаты музея. Предпол. 750 год до н. э.)
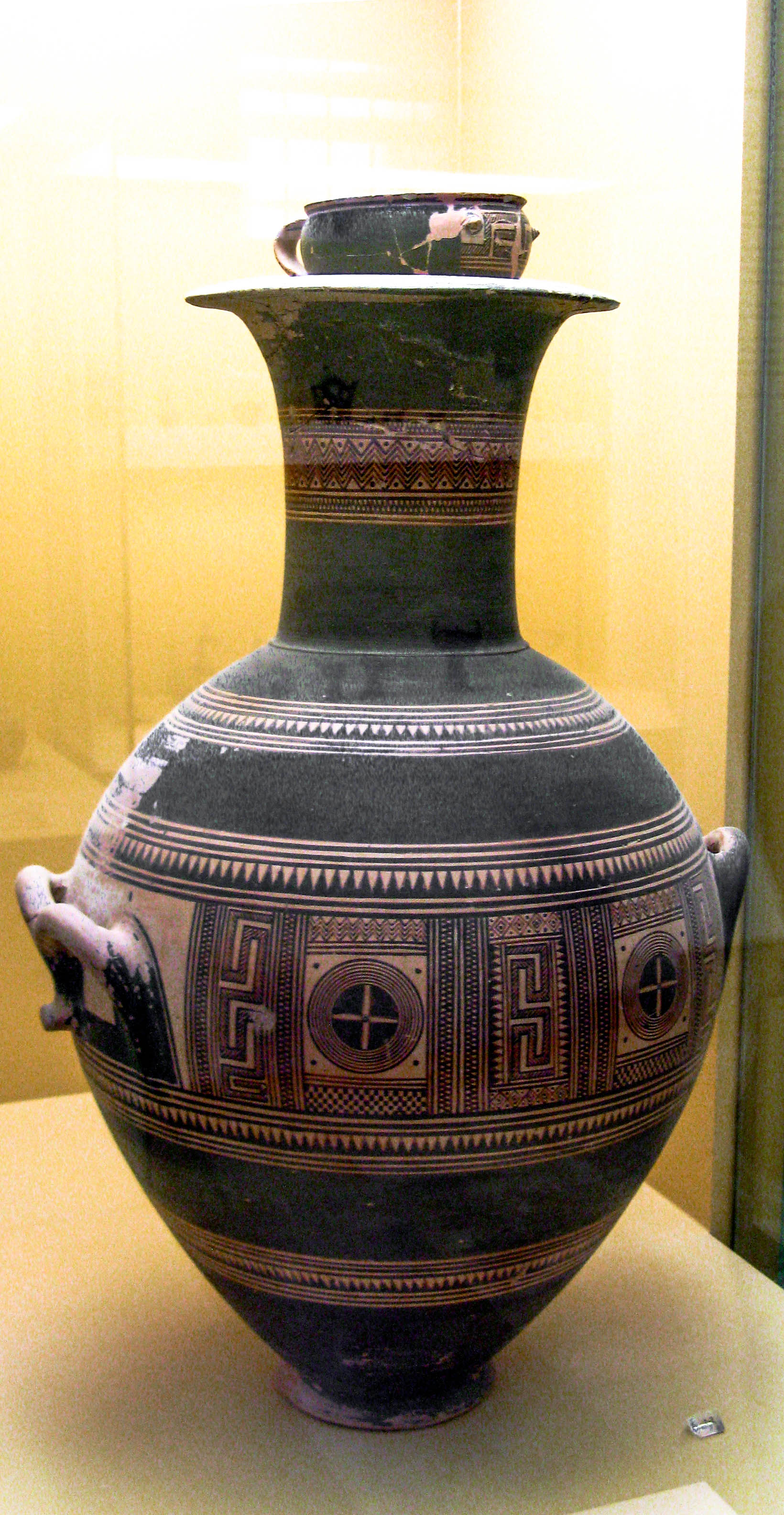
Урна с прахом раннего геометрического периода (850 год до н. э.)
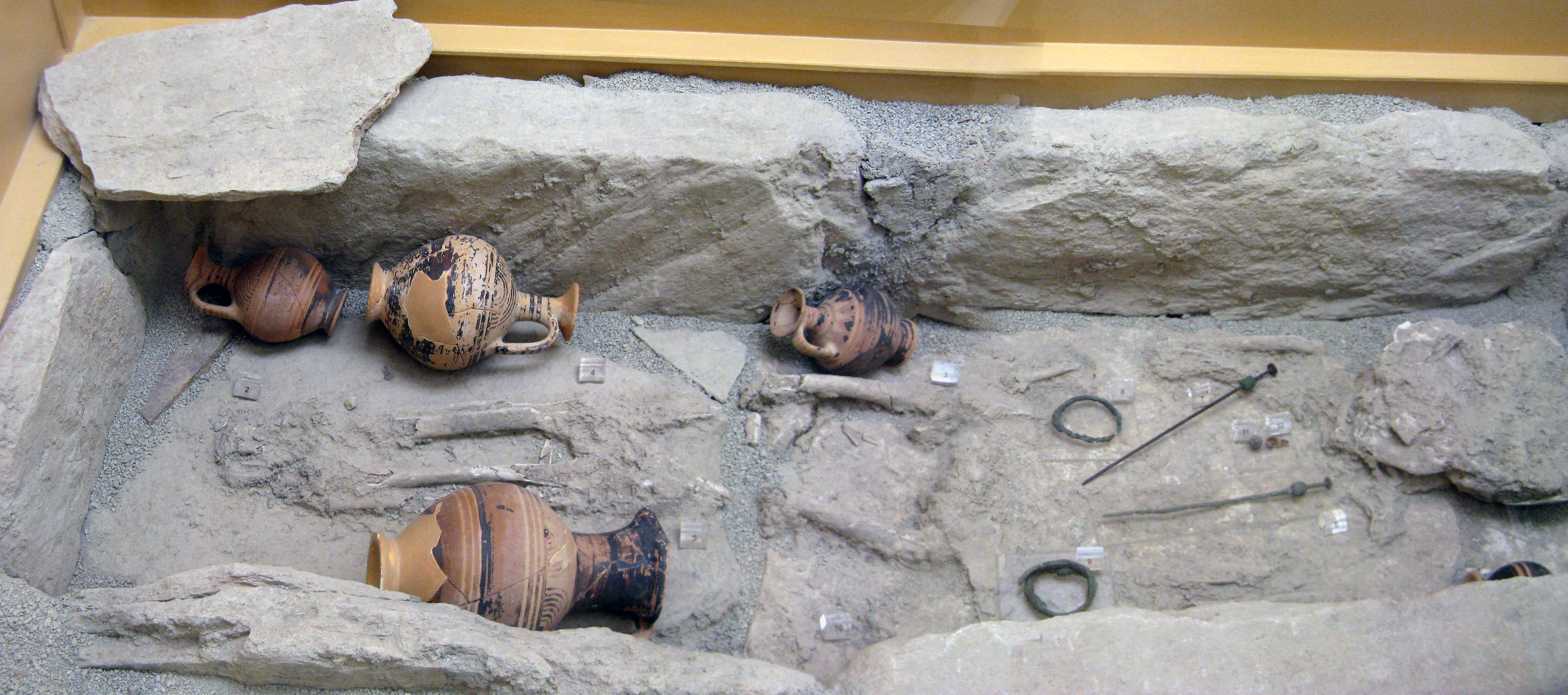
Саркофаг с останками 8-летней девочки
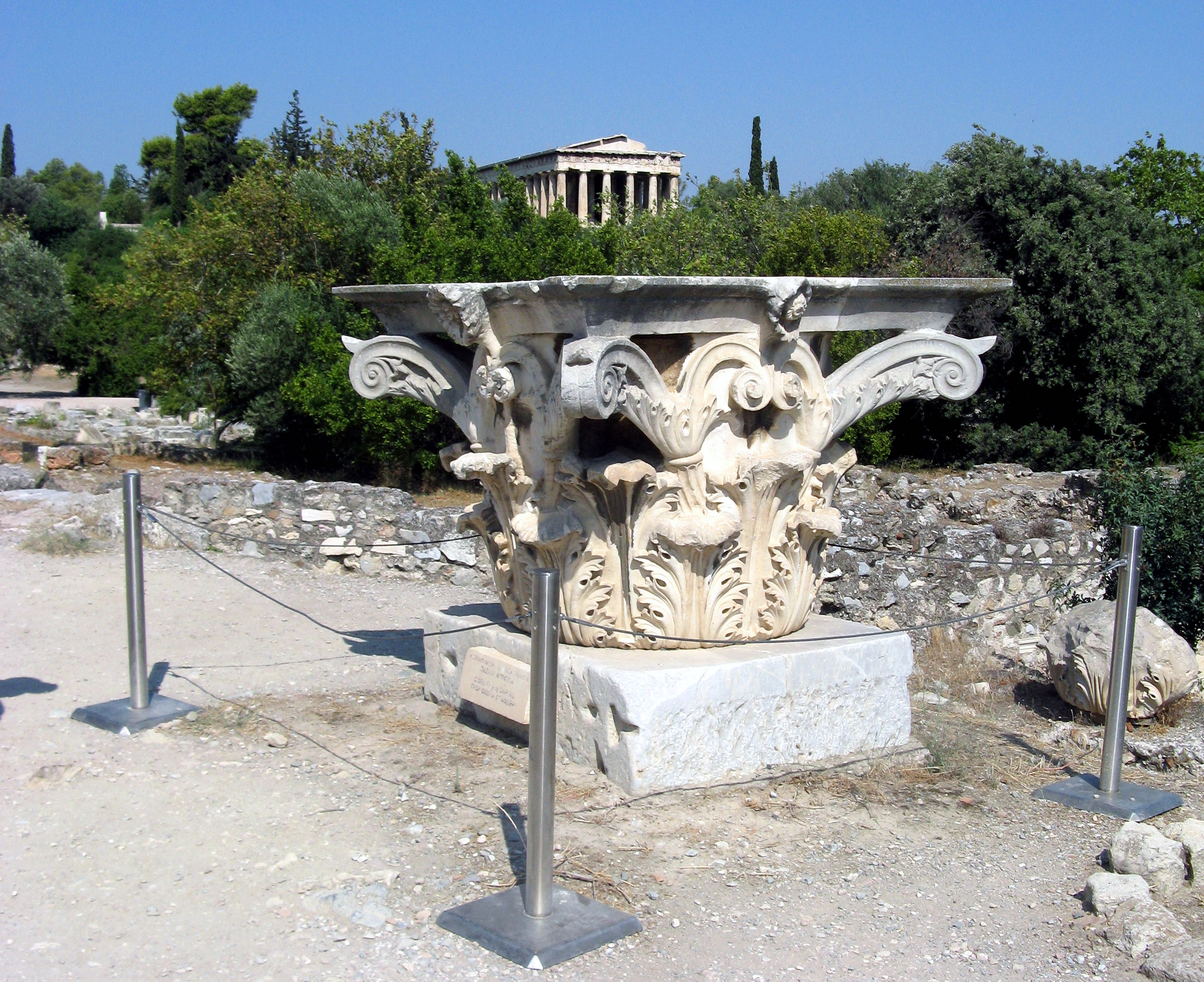
Капитель коринфского ордера от одной из колонн Одеона Агриппы
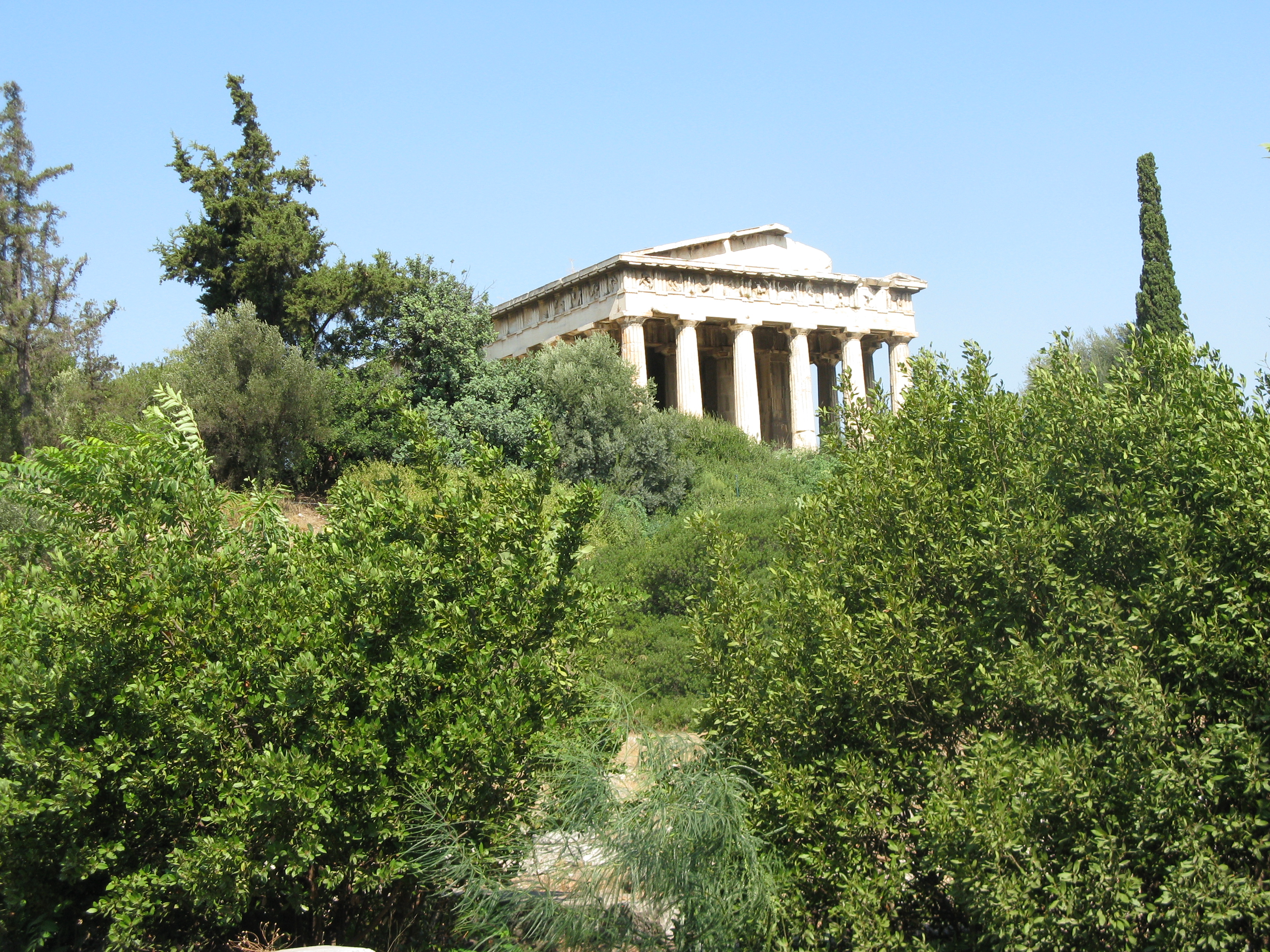
Храм Гефеста
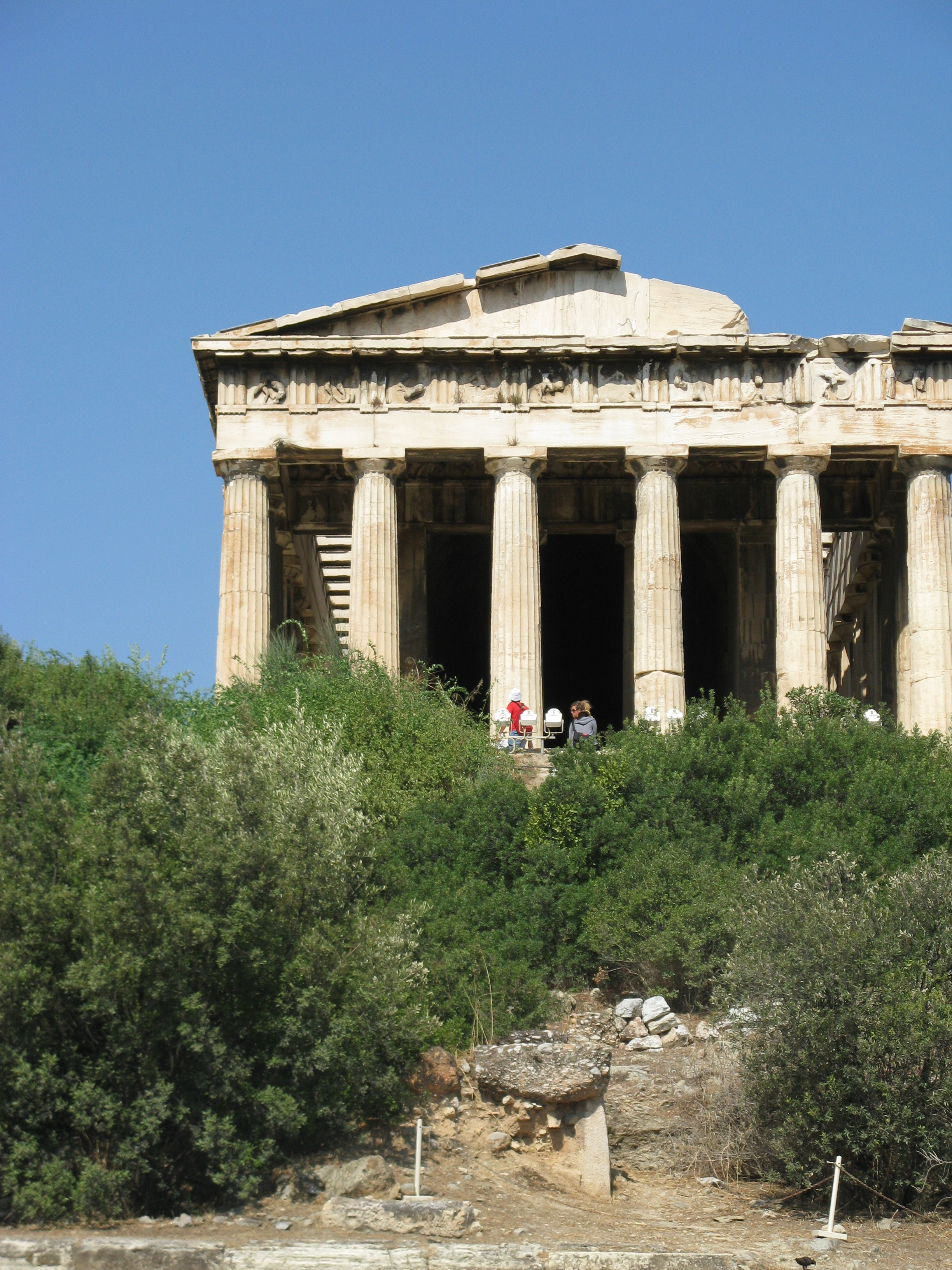
Храм Гефеста